# Force majeure
Force majeure [fɔʂ maˈɧœ̞ːr] (franska för övermakt) är en juridisk term för övermäktiga eller obemästerliga krafter, oväntade eller oförutsägbara händelser och effekter som inte kan hanteras på sedvanligt vis, vilka förhindrar någon att göra vad den föresatt sig eller förbundit sig till, i synnerhet vad som ankommer någon att göra enligt rättsligt bindande avtal.
Rättshistoriskt kommer rättsbegreppet från den romerska rättens vis major, och har i sin franska tappning sitt upphov i Code Napoléon. Det motsvarar i någon mening det från svensk rättshistoria kända uttrycket högre hand, som internationellt kallas act of God, caso fortuito, höhere Gewalt, med mera.
Force majeure används i synnerhet inom avtalsrätten för situationer eller tillfällen bortom kontroll när ena kontraktpartens förpliktelser inte är möjliga att fullfölja och det därför är legitimt att inte göra så trots att kontraktsbrott i annat fall vore olagligt, olämpligt eller omöjligt. När parter ingår avtal med varandra brukar det därför finnas en force majeure-klausul i kontraktet som definierar vilka händelser som utgör force majeure, förklarar vad som vid sådana tillfällen gäller, och anger vem som bestämmer huruvida det föreligger force majeure eller inte. Med force majeure avses vanligen krig, upplopp, brand, naturkatastrofer (som översvämning, orkan, jordbävning), explosioner, strejk, nya lagar som förbjuder fullföljandet av avtalet, och liknande. I nordisk rätt, och då särskilt finländsk, kan det också finnas sociala force majeure såsom sjukdom och arbetslöshet. Det innefattar med andra ord både högre hand (dvs oberoende av mänskliga ingripanden) och situationer som beror på människors (däribland staters och organisationers) ageranden. Termen kan bortsett från inom affärsjuridikens område också användas inom statsrätt och internationell rätt för tillfällen (såsom exempelvis finanskriser) som utgör undantag för staters åligganden, och då principer om nödvändighet gäller (jämför undantagstillstånd och opinio juris sive necessitatis).
Uttrycket används inom juridiken, till exempel i sjörätten, vid mål angående ansvar för skada på lasten, för någon oförutsedd händelse, såsom orkan, blixtnedslag eller tät dimma. Det används även vardagligt om hinder som står utom ens makt och som man inte hade kunnat räkna med.